# Бремлі-Мур Док (стадіон)
«Хілл Дікінсон Стедіум» — футбольний стадіон  в Ліверпулі, Англія. Збудовано у 2024 році і замінив «Гудісон Парк» в статусі домашньої арени футбольного клубу «Евертон». Вміщає 52 888 глядачів.

## Історія

### Передісторія
З 1892 року футбольний клуб «Евертон» проводив свої домашні матчі на стадіоні «Гудісон Парк».
На початку 1990-х років місткість стадіону значно знизилася після публікації доповіді Тейлора та відповідних рішень уряду Великої Британії про необхідність перебудови всіх стадіонів на сидячі. Це суттєво скоротило місткість стадіону з максимального 78 299 до 40 100 місць, а потім і до нинішньої місткості 39 414 осіб.
У тому числі через це «Гудісон Парк» почав відставати від стандартів нових стадіонів щодо кількості доступних місць та комерційної життєздатності. Інфраструктура стадіону вимагала значних витрат на технічне обслуговування, щоб він міг бути придатним для використання. Ситуація посилювалася тим, що близько до стадіону були розташовані інші споруди, що сильно обмежувало можливість реконструкції.
Наприкінці XX століття клуб почав шукати у місті місце для нового стадіону. У 1999—2003 роках основним майданчиком для нього розглядався Кінгс Док, в 2006—2009 обговорювався проєкт, що передбачав переїзд «Евертона» в Кербі, а у 2014—2016 роках, як місце для нової арени, розглядався парк Волтон Голл. Проте жоден із цих проєктів не було втілено в життя.

### Проєктування
4 січня 2017 року «Евертон» оголосив, що новим місцем, яке клуб розглядає як локацію для будівництва стадіону, є док Бремлі-Мур. Це сталося після розгляду більш ніж 50 варіантів розташування майбутнього стадіону. Незабаром мер Ліверпуля Джо Андерсон заявив, що адміністрація міста готова допомогти проєкту з транспортною доступністю, побудувавши нові дороги, що ведуть до стадіону. У листопаді 2017 року «Евертон» оголосив про те, що клуб підписав угоду про 200-річну оренду землі в доках Бремлі-Мур.
У жовтні 2018 року «Евертон» оголосив про проведення двоетапних громадських слухань щодо проєкту нового стадіону. Перший етап відбувся в листопаді 2018 року, другий — влітку 2019. Обговорення проєкту стало найбільшим із тих, що будь-коли проводилися в Ліверпулі, і одержало переважну підтримку як населення міста, так і бізнесу та державного сектору. 25 липня 2019 року «Евертон» представив дизайн майбутньої арени.
У січні 2020 року стало відомо, що компанія Алішера Усманова USM Holdings досягла угоди з клубом про придбання за 35 млн євро пріоритетного права на неймінг стадіону, що проєктується.
23 лютого 2021 року Міська рада Ліверпуля одноголосно схвалила плани «Евертона» як щодо будівництва нового стадіону, так і щодо перевикористання території, на якій розташовується «Гудісон Парк». 26 березня 2021 року ці плани були схвалені Урядом Великої Британії.

### Втрата статусу Всесвітньої спадщини ЮНЕСКО
Запропонований проєкт зустрів протидію з боку кількох організацій, що захищають історичну спадщину, у тому числі ЮНЕСКО, які стверджували, що будівництво може призвести до втрати Ліверпуля статусу об'єкта Всесвітньої спадщини.
У 2021 році ЮНЕСКО рекомендувала позбавити Ліверпульський порт статусу Всесвітньої спадщини, причому однією з причин стала забудова доку Бремлі-Мур, а також тривала розбудова набережної та проєкт Liverpool Waters. Організація заявила, що стадіон «зробить абсолютно неприйнятний серйозний негативний вплив на автентичність, цілісність та видатну універсальну цінність об'єкта всесвітньої спадщини».
Мер Ліверпуля Стів Ротерам виступив проти цього рішення і сказав: «Ми пишаємося своєю історією, але наша спадщина є важливою частиною нашого відродження. Я б закликав їх прийняти наше запрошення відвідати місто, а не приймати своє рішення, сидячи за столом на іншому кінці світу».  Тим не менш скасування статусу об'єкта всесвітньої спадщини було підтверджено в липні 2021 року.

### Будівництво
10 серпня 2021 року «Евертон» офіційно оголосив про початок будівництва стадіону.